# Заречье (Валуецкое сельское поселение)
Заречье — упразднённая деревня в Почепском районе Брянской области России. На момент упразднения входила в состав Валуецкого сельского поселения.

## География
Урочище находится в центральной части Брянской области, в зоне хвойно-широколиственных лесов, в пределах Полесской низменности, к востоку от автодороги 15К-2002, на расстоянии примерно 25 километров (по прямой) к югу от города Почепа, административного центра района. Абсолютная высота — 158 метров над уровнем моря.

### Климат
Климат характеризуется как умеренно континентальный, с тёплым летом и умеренно холодной зимой. Среднегодовая многолетняя температура воздуха составляет 5,2 °С. Средняя температура воздуха самого тёплого месяца (июля) — 18,4 °C (абсолютный максимум — 37,6 °C); самого холодного (января) — −8,1 °C (абсолютный минимум — −38 °C). Безморозный период длится 195—220 дней. Среднегодовое количество атмосферных осадков составляет 500—550 мм, из которых большая часть выпадает в тёплый период. Снежный покров держится в течение 125 дней. Преобладающие направления ветра в течение года южное и западное.

### История
Упразднена в 2017 году как фактически не существующая.

## Население
| 2010 | 2013 |
| ---- | ---- |
| 0    | →0   |